# 1253
| 1253               |
| ------------------ |
| Dødsfald - Fødsler |
|                    |

| Gregoriansk kalender | 1253 MCCLIII            |
| Ab urbe condita      | 2006                    |
| Armensk kalender     | 702 ԹՎ ՉԲ               |
| Kinesiske kalender   | 3949 – 3950 壬子 – 癸丑 |
| Etiopisk kalender    | 1245 – 1246             |
| Jødisk kalender      | 5013 – 5014             |
| Hindukalendere       |                         |
| - Vikram Samvat      | 1308 – 1309             |
| - Shaka Samvat       | 1175 – 1176             |
| - Kali Yuga          | 4354 – 4355             |
| Iransk kalender      | 631 – 632               |
| Islamisk kalender    | 651 – 652               |

Konge i Danmark: Christoffer 1. 1252-1259
Se også 1253 (tal)

## Begivenheder
- 4. juli – Vilhelm 2. af Holland besejrer den flamske hær ved Westkapelle.
- 6. juli – Mindaugas krones som den første og eneste konge af Litauen.

## Dødsfald
- 11. august – Clara af Assisi